# Pilumnidae
Famille
Les Pilumnidae sont une famille de crabes. 
Elle comporte près de 400 espèces actuelles et plus de 40 fossiles dans 73 genres dont neuf fossiles.

## Liste des sous-familles et genres
Selon World Register of Marine Species (25 février 2017) :
- Calmaniinae Števčić, 1991
  - Calmania Laurie, 1906
- Eumedoninae Dana, 1853
  - Cebudonus Ng, 2014
  - Ceratocarcinus Adams & White, in White, 1847
  - Echinoecus Rathbun, 1894
  - Eumedonus H. Milne Edwards, 1837
  - Gonatonotus Adams & White, in White, 1847
  - Hapalonotus Rathbun, 1897
  - Harrovia Adams & White, 1849
  - Permanotus Chia & Ng, 1998
  - Rhabdonotus Milne-Edwards, 1879
  - Tauropus Chia & Ng, 1998
  - Tiaramedon Chia & Ng, 1998
  - Zebrida White, 1847
  - Zebridonus Chia, Ng & Castro, 1995
  - †Santeella Blow & Manning, 1996
  - †Viacarcinus Blow & Manning, 1996
- Pilumninae Samouelle, 1819
  - Actumnus Dana, 1851
  - Aniptumnus Ng, 2002
  - Balssopilumnus Števčić, 2011
  - Bathypilumnus Ng & Tan, 1984
  - Benthopanope Davie, 1989
  - Bossapilumnus Števčić, 2011
  - Colerolumnus Ng, 2010

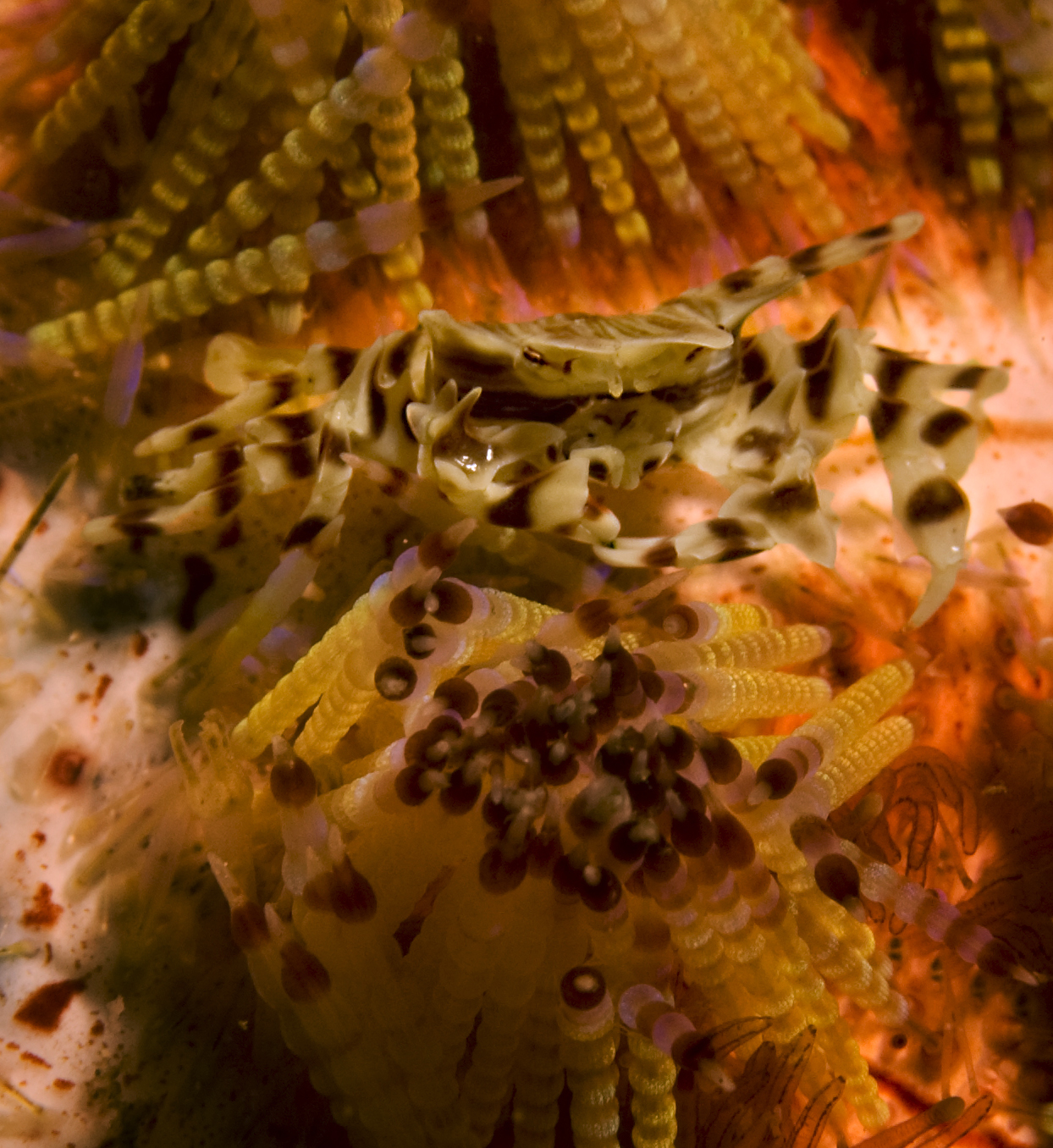
Certaines espèces comme Zebrida adamsii vivent en symbiose avec des organismes plus grands.

  - Cryptopilumnus Hsueh, Huang & Ng, 2009
  - Danielum Vázquez-Bader & Gracia, 1995
  - Eurycarcinus A. Milne-Edwards, 1867
  - Glabropilumnus Balss, 1932
  - Gorgonariana Galil & Takeda, 1988
  - Heteropanope Stimpson, 1858
  - Heteropilumnus De Man, 1895
  - Lamarckopilumnus Števčić, 2011
  - Latopilumnus Türkay & Schuhmacher, 1985
  - Leelumnus Mendoza & Ng, 2011
  - Lentilumnus Galil & Takeda, 1988
  - Lobopilumnus A. Milne-Edwards, 1880
  - Lophopilumnus Miers, 1886
  - Nanopilumnus Takeda, 1974
  - Neoactumnus Sakai, 1965
  - Parapleurophrycoides Nobili, 1906
  - Pilumnopeus A. Milne-Edwards, 1867
  - Pilumnus Leach, 1816
  - Priapipilumnus Davie, 1989
  - Pseudactumnus Balss, 1933
  - Serenepilumnus Türkay & Schuhmacher, 1985
  - Serenolumnus Galil & Takeda, 1988
  - Takedana Davie, 1989
  - Vellumnus Ng, 2010
  - Viaderiana Ward, 1942
  - Xestopilumnus Ng & Dai, 1997
  - Xlumnus Galil & Takeda, 1988
  - †Budapanopeus Müller & Collins, 1991
  - †Eohalimede Blow & Manning, 1996
  - †Eopilumnus Beschin, Busulini, De Angeli & Tessier, 2002
  - †Eumorphactaea Bittner, 1875
  - †Galenopsis A. Milne-Edwards, 1865
  - †Lobogalenopsis Müller & Collins, 1991
- Rhizopinae Stimpson, 1858
  - Camptoplax Miers, 1884
  - Ceratoplax Stimpson, 1858
  - Cryptocoeloma Miers, 1884
  - Cryptolutea Ward, 1936
  - Itampolus Serène & Peyrot-Clausade, 1977
  - Lophoplax Tesch, 1918
  - Luteocarcinus Ng, 1990
  - Mertonia Laurie, 1906
  - Paranotonyx Nobili, 1906
  - Paraselwynia Tesch, 1918
  - Peleianus Serène, 1971
  - Pronotonyx Ward, 1936
  - Pseudocryptocoeloma Ward, 1936
  - Pseudolitochira Ward, 1942
  - Rhizopa Stimpson, 1858
  - Rhizopoides Ng, 1987
  - Ser Rathbun, 1931
  - Typhlocarcinops Rathbun, 1909
  - Typhlocarcinus Stimpson, 1858
  - Zehntneriana Ng & Takeda, 2010
- Xenopthalmodinae Števčić, 2005
  - Xenopthalmodes Richters, 1880
  - †Arges De Haan, 1835

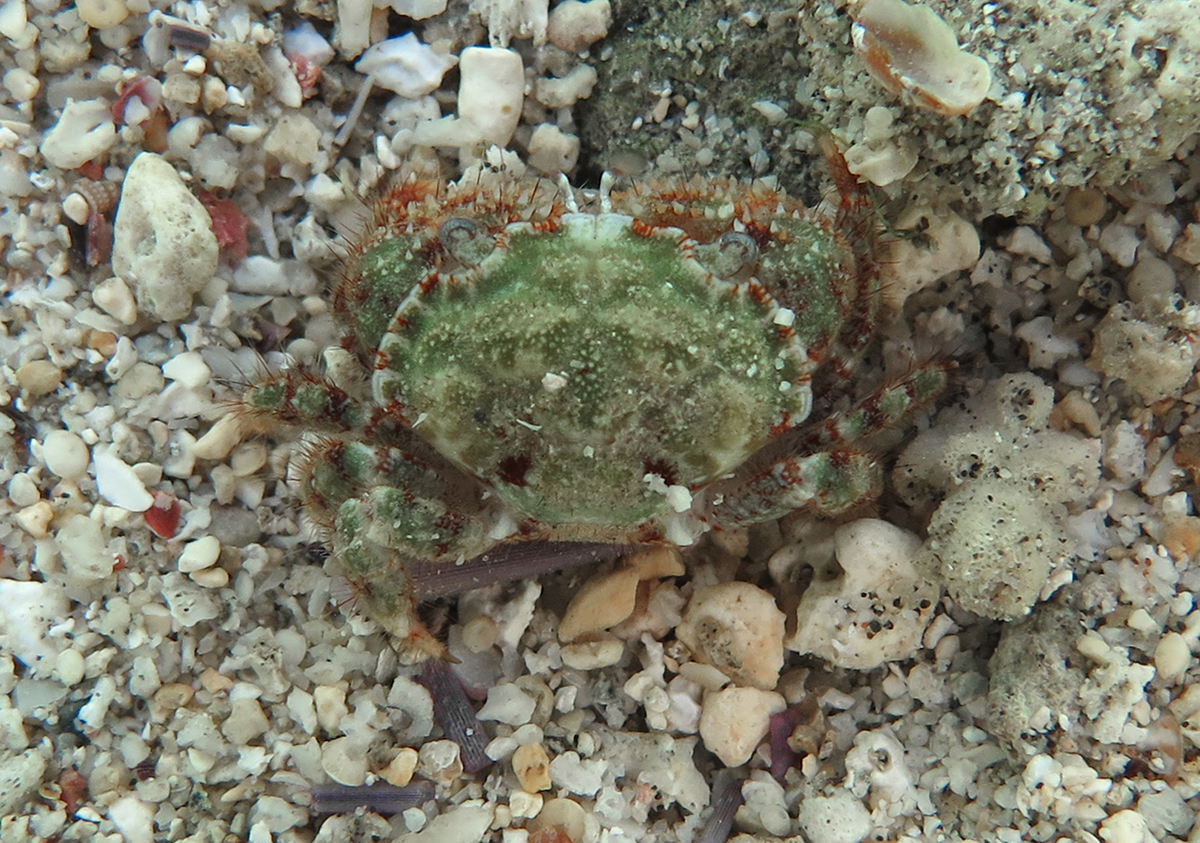
Actumnus digitalis
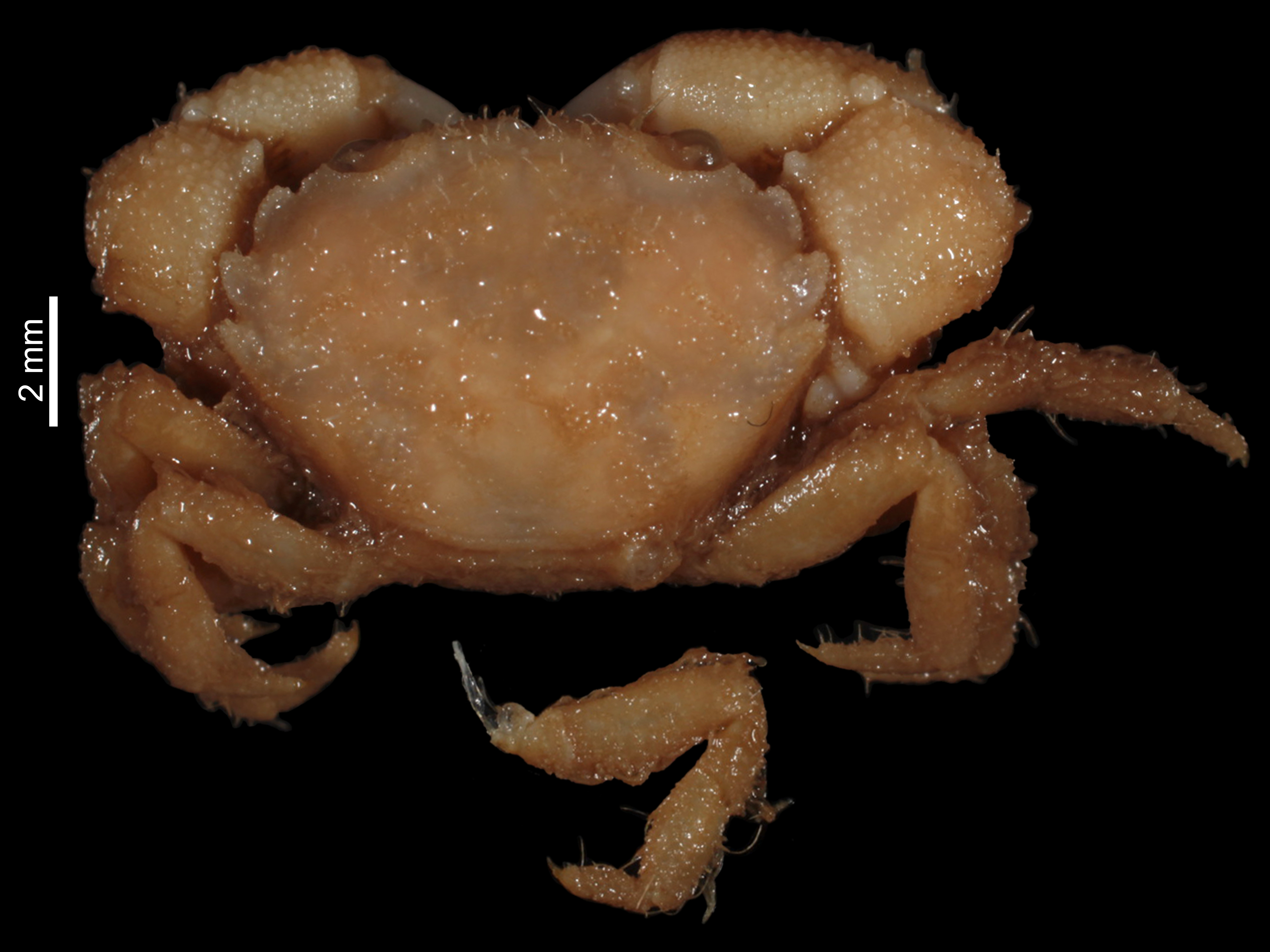
Aniptumnus vietnamicus
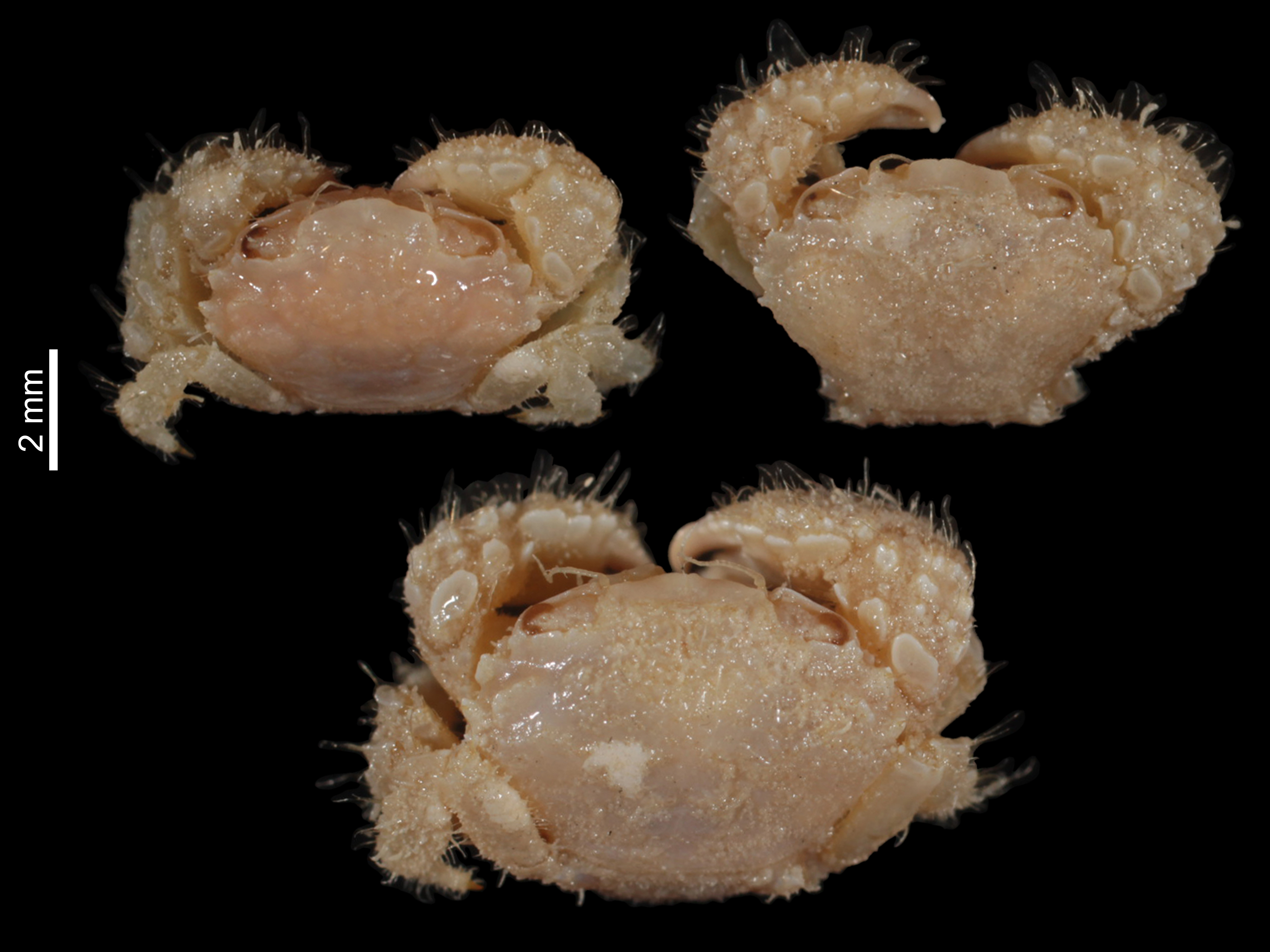
Balssopilumnus boletifer
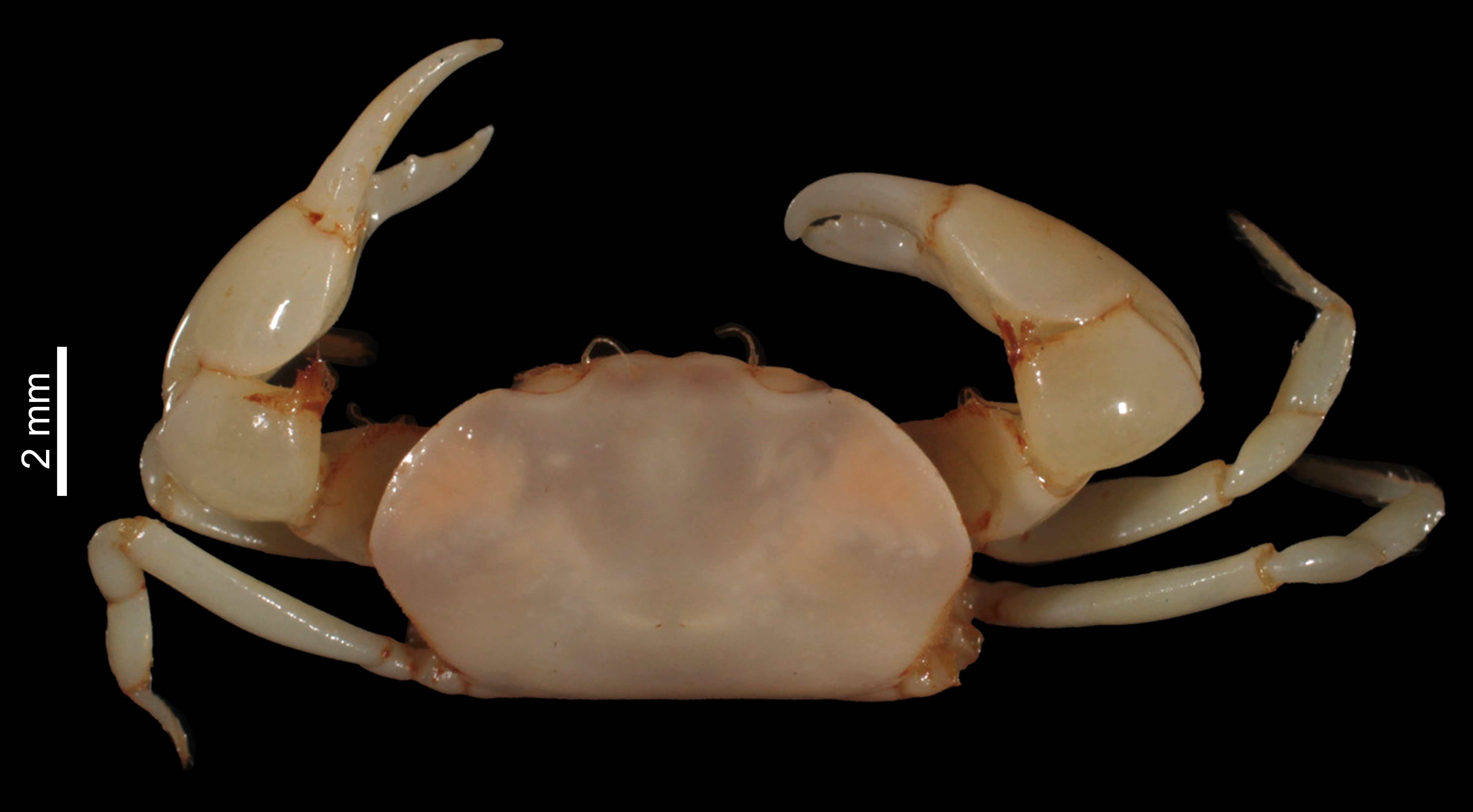
Ceratoplax margarita
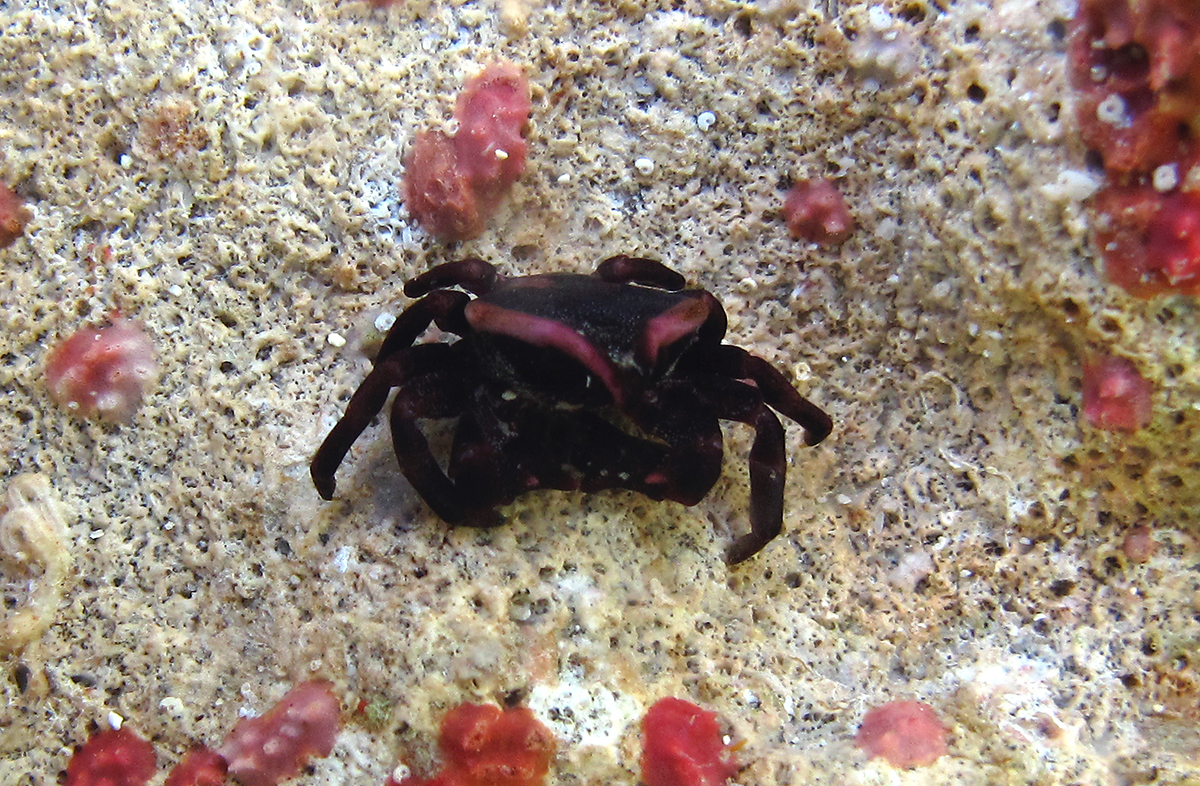
Echinoecus pentagonus
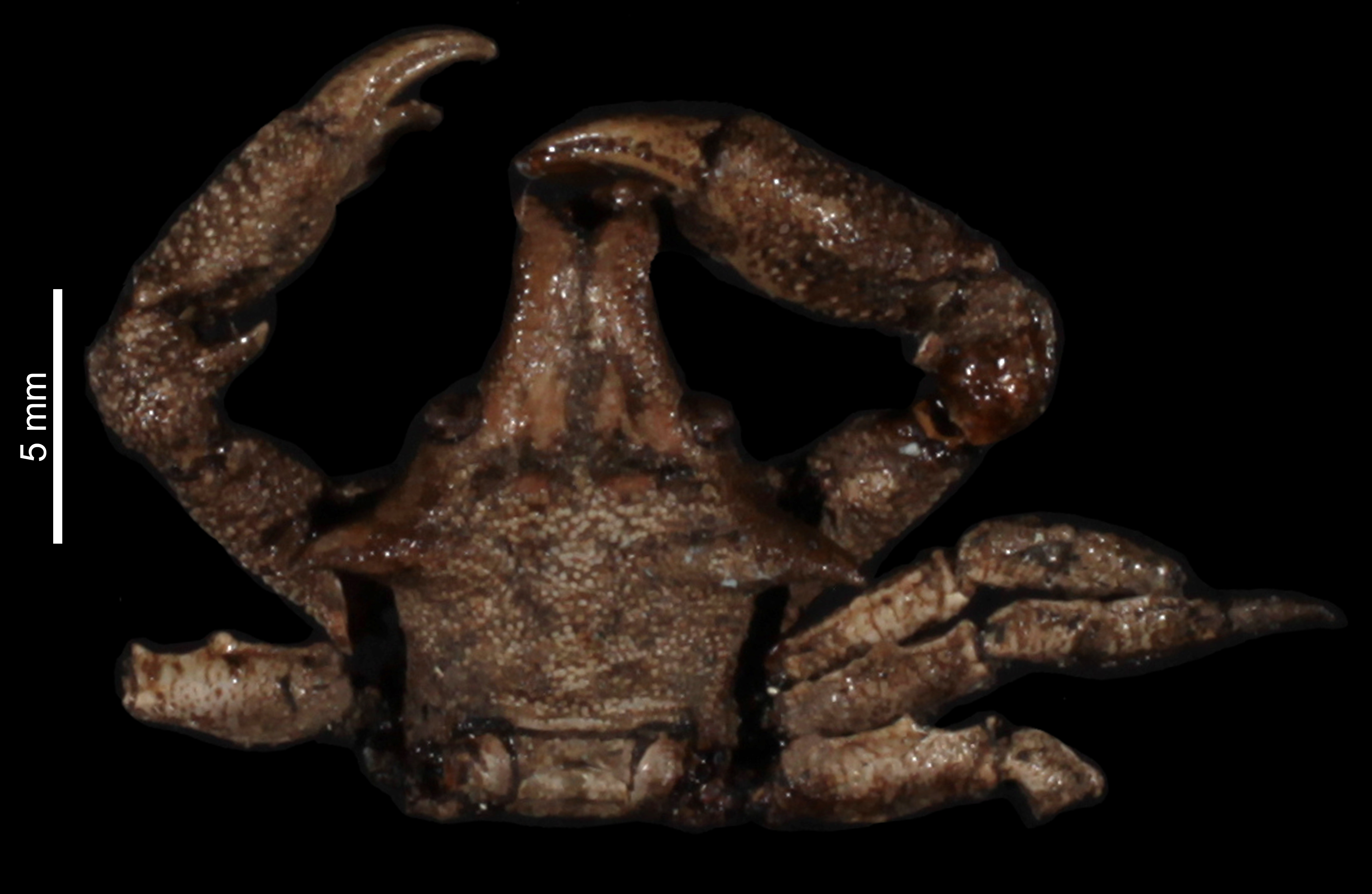
Eumedonus niger
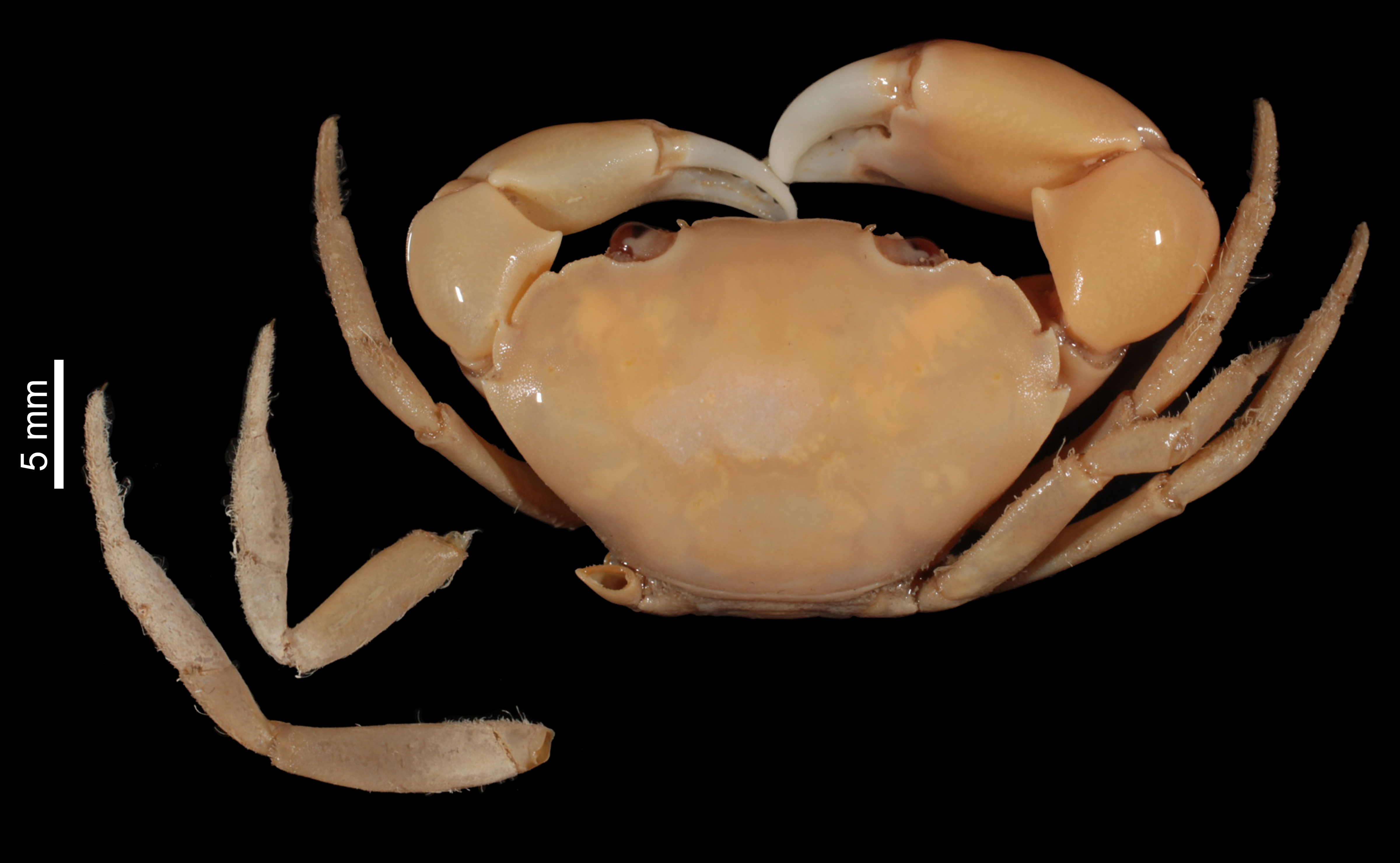
Eurycarcinus natalensis
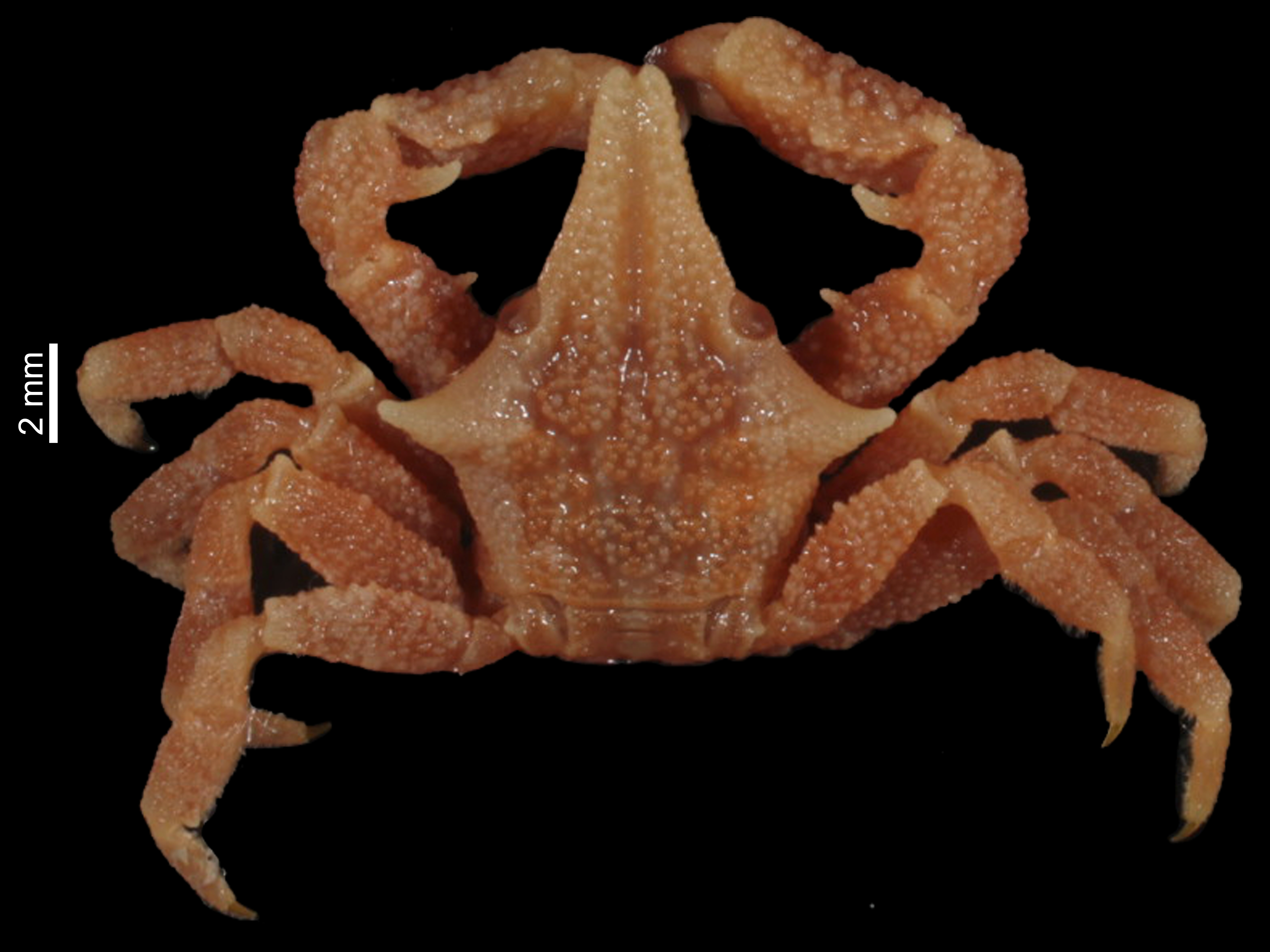
Gonatonotus nasutus
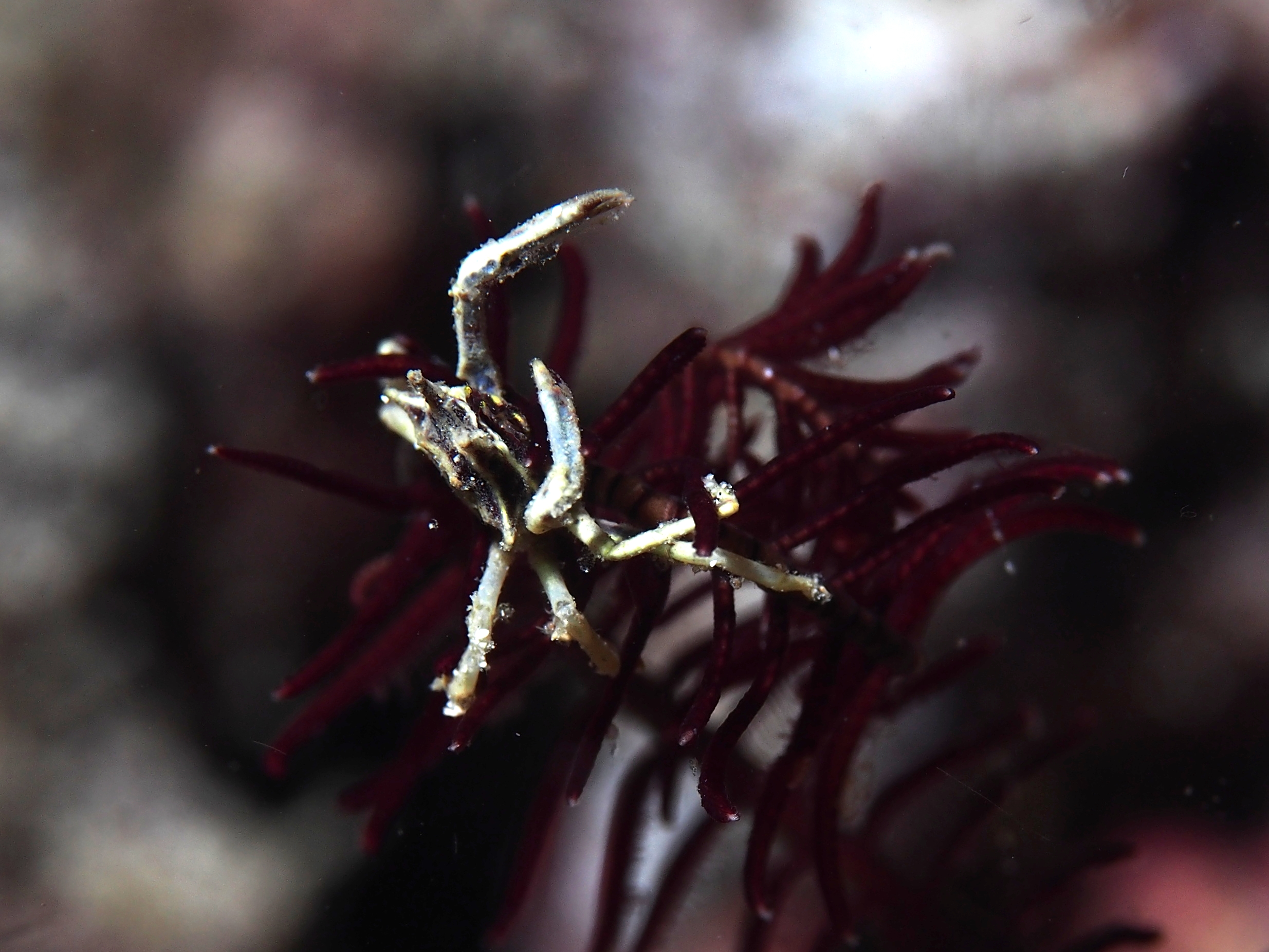
Harrovia elegans
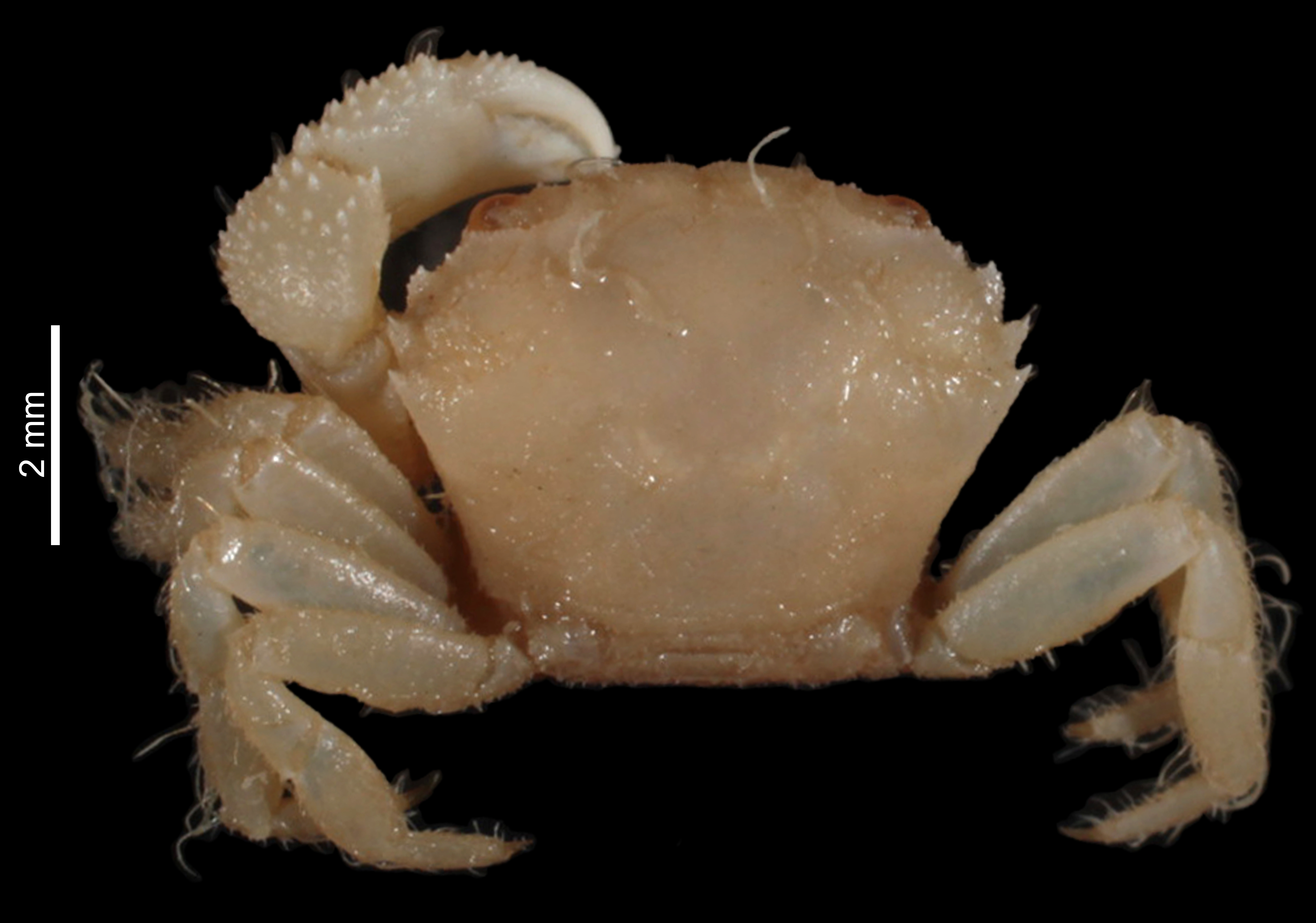
Heteropanope tuberculidens
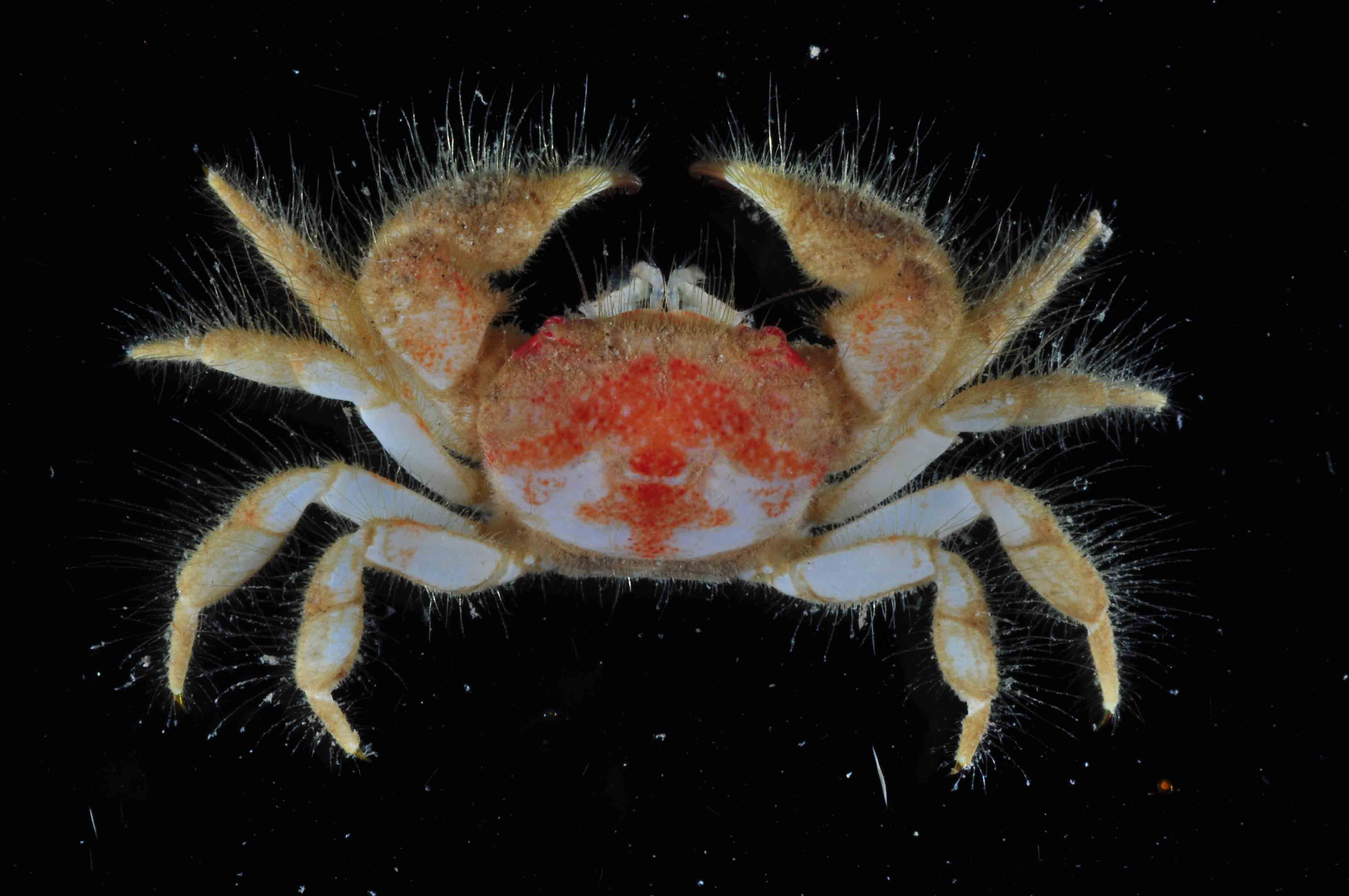
Heteropilumnus sp.
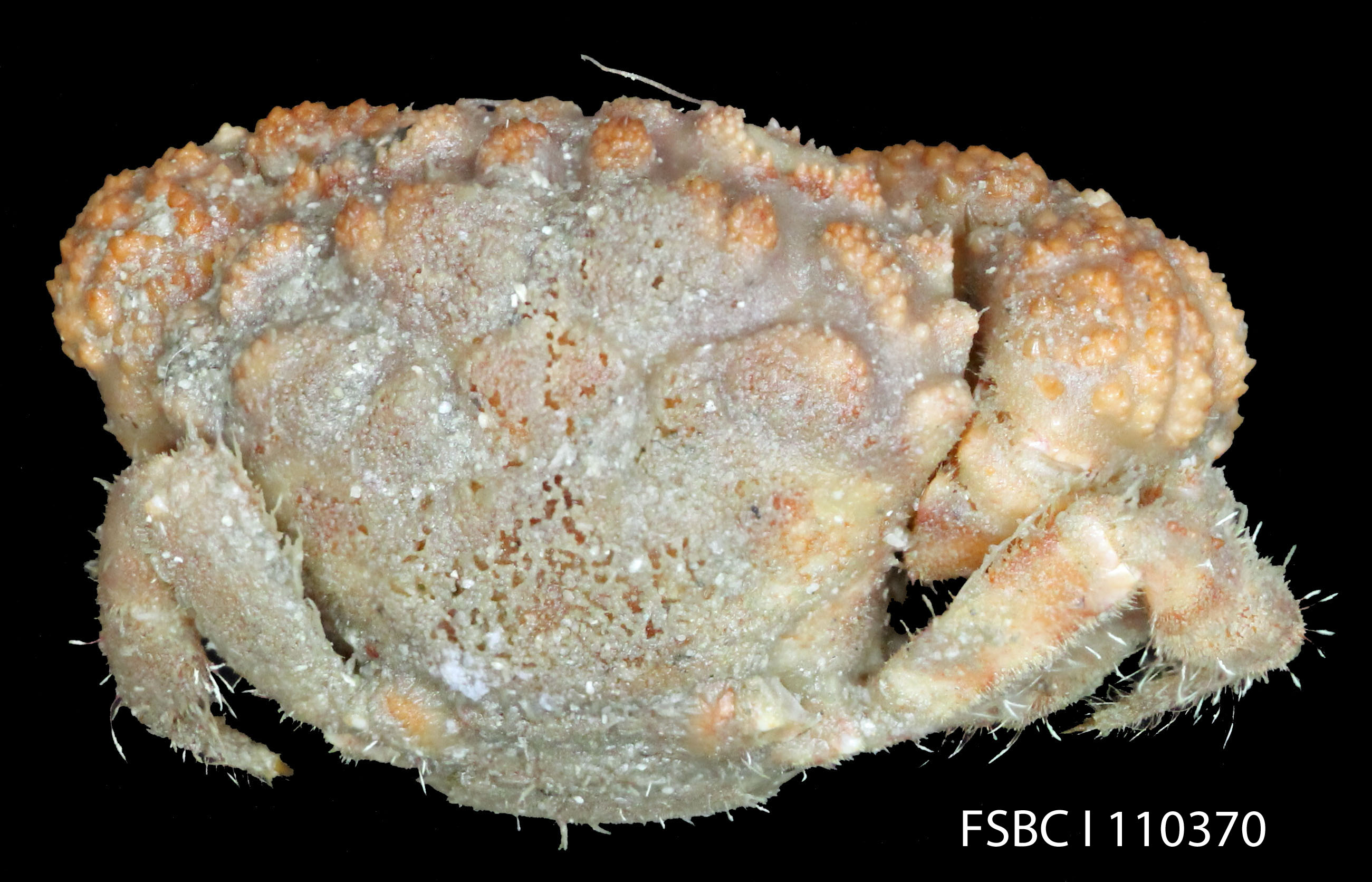
Lobopilumnus agassizii
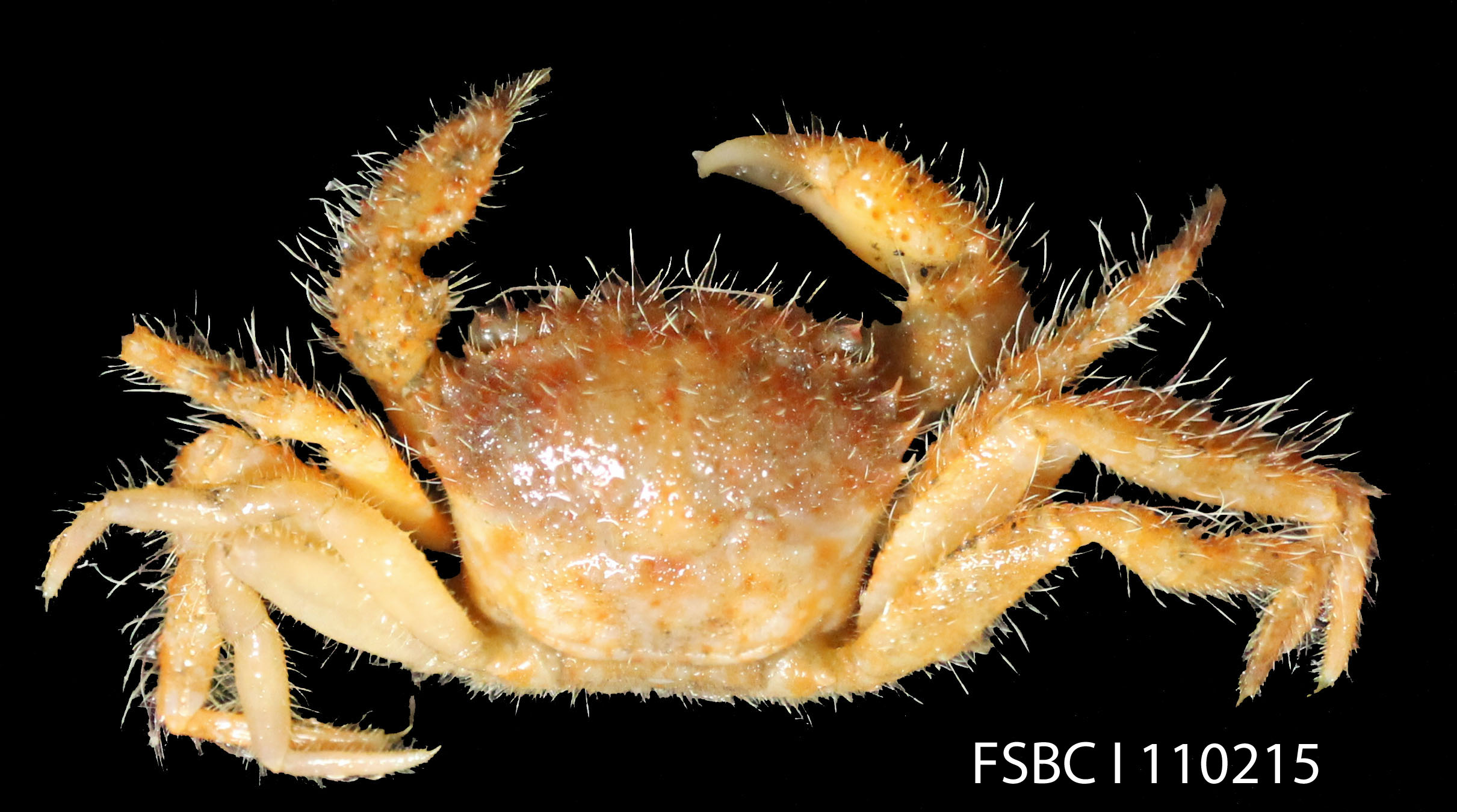
Pilumnus marshi
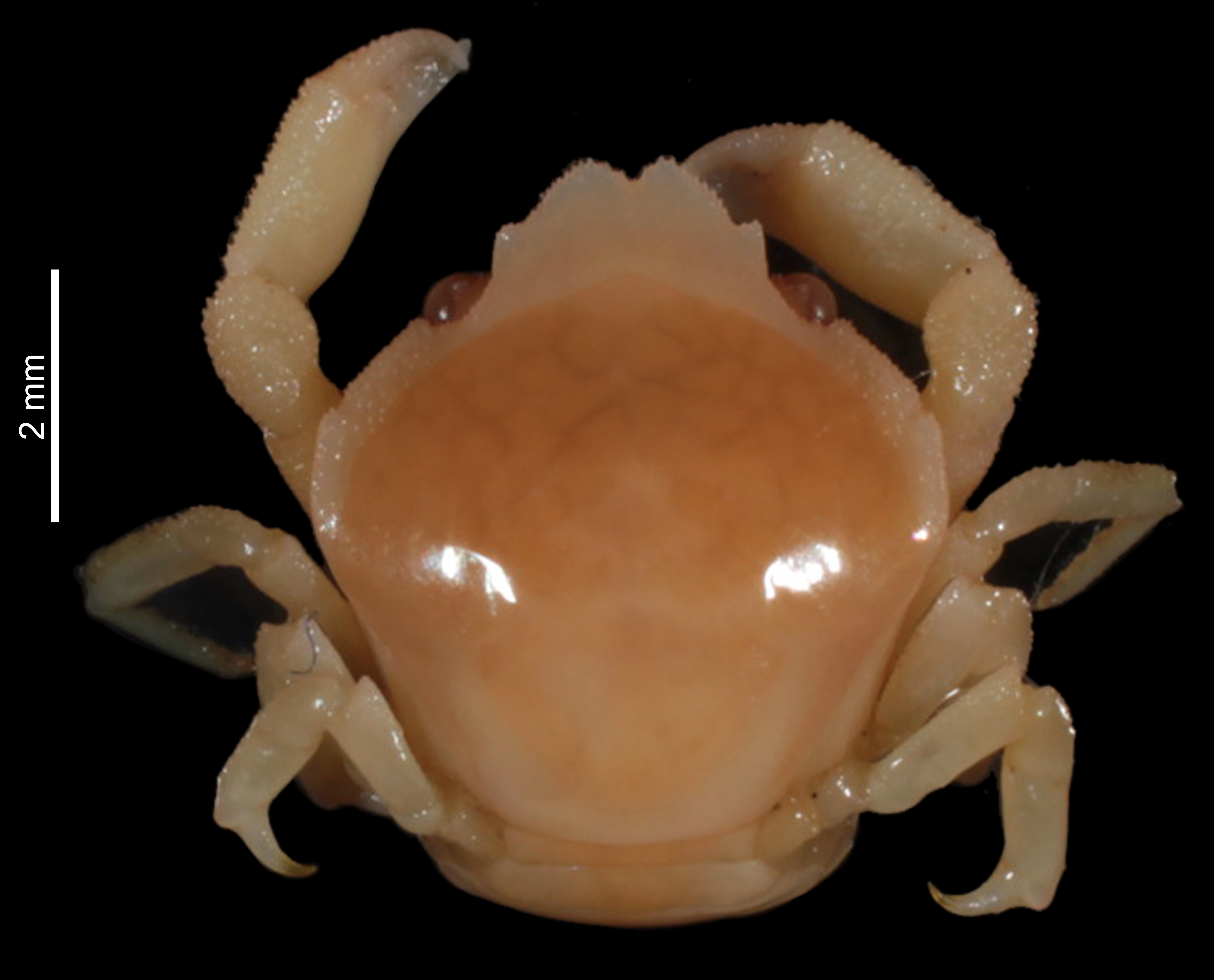
Rhabdonotus xynon
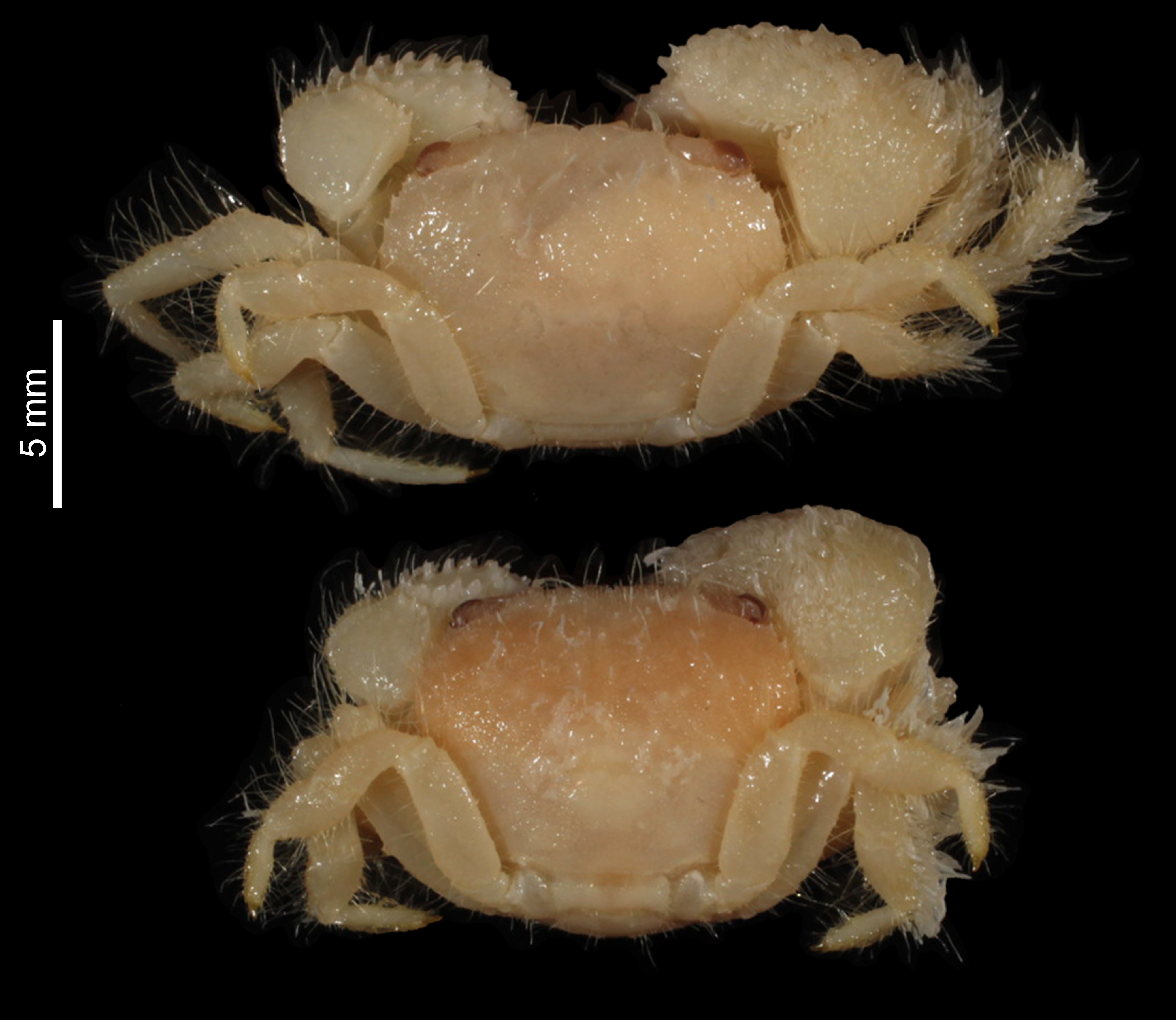
Takedana eriphioides
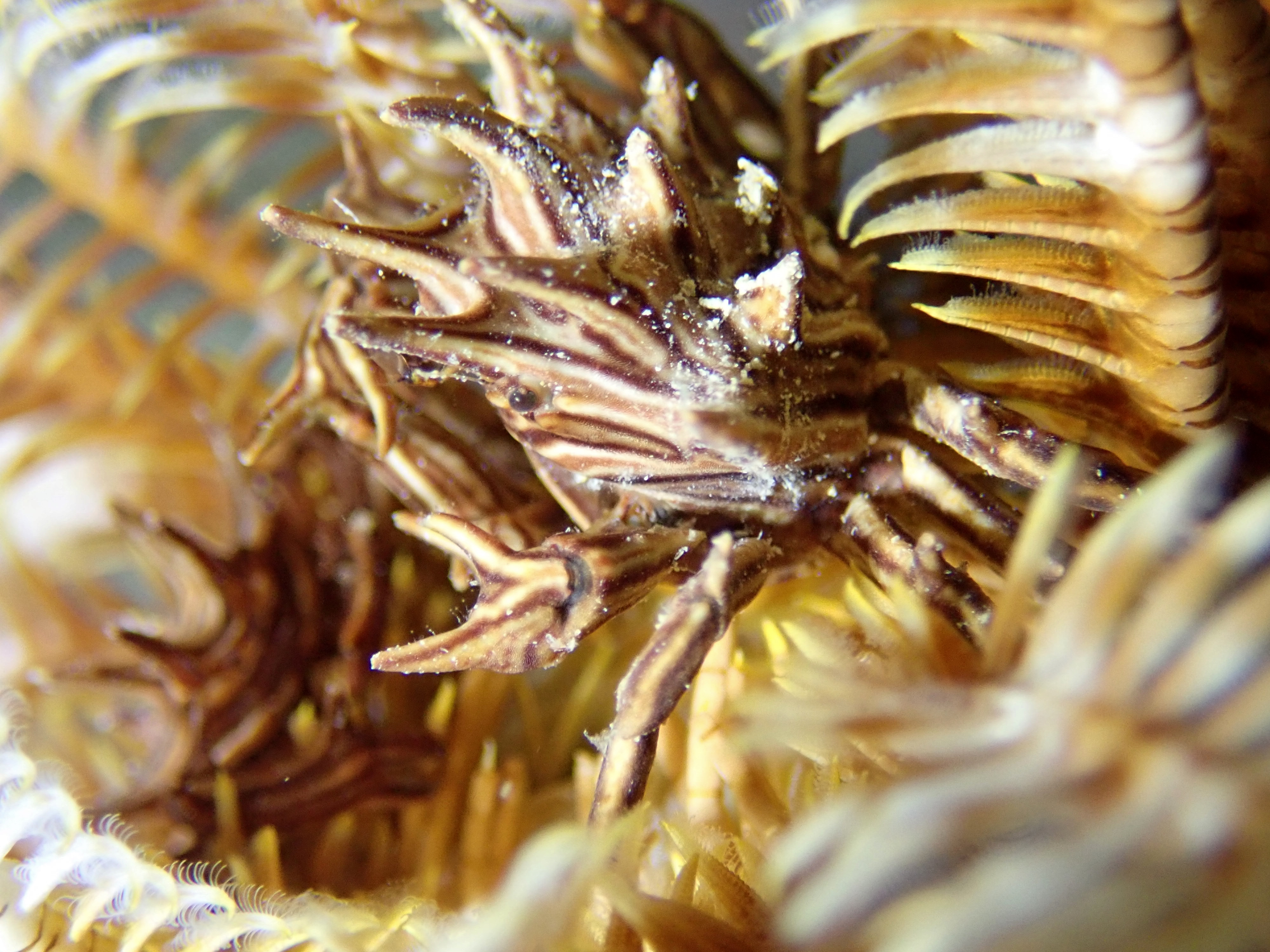
Tiaramedon spinosum
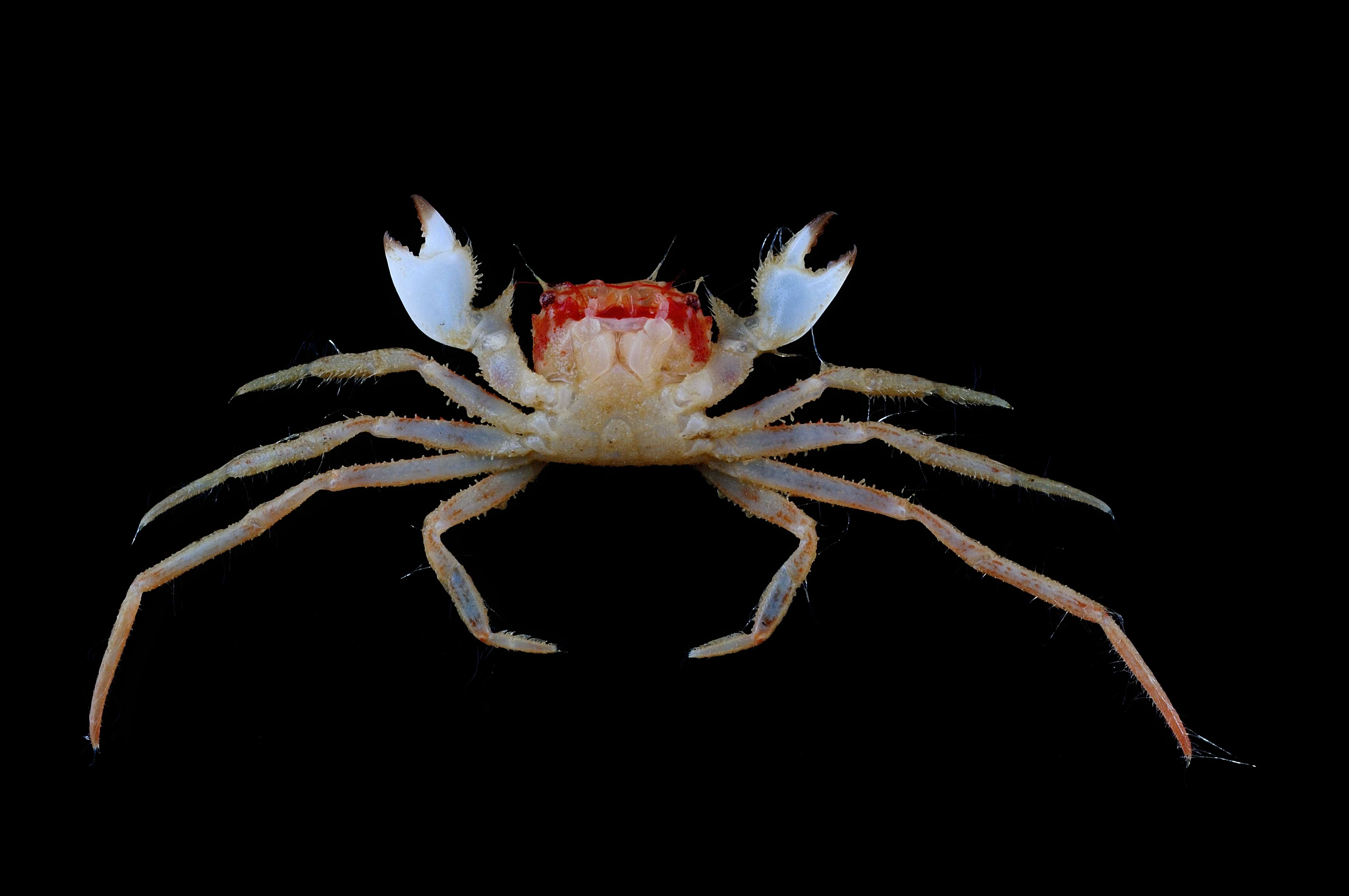
Viaderiana kasei
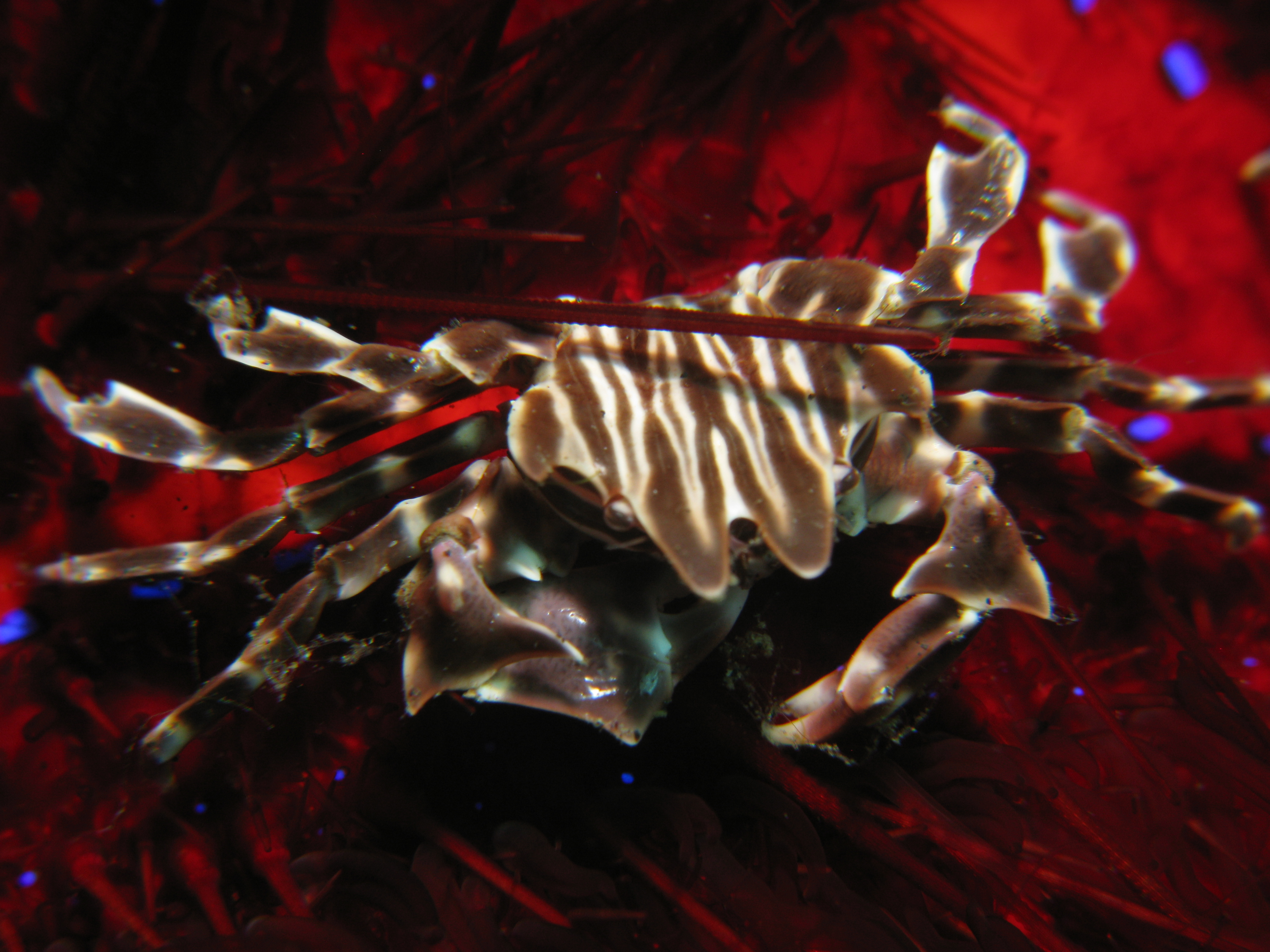
Zebrida adamsii